# Сторчоус Андрій Володимирович
Андрій Володимирович Сторчоус (нар. 30 червня 1994, Черкаси, Україна) — український футболіст і футзаліст, півзахисник «Кудрівки».

## Клубна кар'єра

### Ранні роки
Народився в Черкасах, вихованець місцевої ДЮСШ «Дніпро-80». Перші тренери — І. М. Столовицький та С. О. Усаковський. Футбольну кар'єру розпочав у 2012 році в складі «Ретро» (Ватутіно), яке виступало в аматорському чемпіонаті України. В цьому турнірі зіграв 9 матчів та відзначився 2-а голами. У 2013 році перейшов у білозірську «Зорю», в складі якої до 2014 року також виступав в аматорському чемпіонаті України.

### Перші кроки в професіональному футболі
Наприкінці лютого 2015 року отримав запрошення від «Черкаського Дніпра». Дебютував у футболці черкащан 29 березня 2015 року в переможному (3:1) домашньому поєдинку 17-о туру Другої ліги проти новокаховської «Енергії». Андрій вийшов на поле на 60-й хвилині, замінивши Максима Лісового, а на 73-й хвилині відзначився дебютним голом у складі черкащан. У дебютному сезоні на професіональному рівні зіграв 9 матчів та відзначився 2-а голами, а також допоміг своєму клубу стати переможцем Другої ліги. Наступний сезон також розпочав у складі «дніпрян», але зігравши 3 матчі в Першій лізі вирішив зайнятися пошуком іншого клубу, де молодий гравець міг би отримати більше ігрового часу.

### Оренда в «Кремінь»
Напередодні початку другої частини сезону 2015/16 років на запрошення головного тренера кременчуцького «Кременя» Сергій Ященко запросив Сторчоуса на перегляд. У товариських матчах Андрій добре зарекомендував себе перед тренерським штабом, отож клуби домовилися про оренду молодого гравця до завершення сезону. Дебютував у футболці нової команди 26 березня 2016 року в переможному (4:3) виїзному поєдинку 16-го туру Другої ліги проти горностаївського «Миру». Сторчоус вийшов на поле на 68-й хвилині, замінивши Владислава Піскуна. Дебютним голом за кременчуцьку команду відзначився 16 квітня 2016 року на 36-й хвилині програного (1:3) виїзного поєдинку 19-го туру Другої ліги проти ковалівського «Колоса». Андрій вийшов на поле в стартовому складі та відіграв увесь матч. Наприкінці 2017 року «Кремінь» та «Черкаський Дніпро» продовжили оренду Сторчоуса ще на пів року. У футболці «Кременя» у Другій лізі зіграв 28 матчів та відзначився 13-а голами, ще 1 поєдинок провів у кубку України.

### Повернення в «Черкаський Дніпро»
На початку січня 2017 року повернувся з оренди до «Черкаського Дніпра». Дебютував за команду після свого повернення до черкащан 18 березня 2017 року в переможному (2:1) домашньому поєдинку 21-го туру Першої ліги проти стрийської «Скали». Сторчоус вийшов на поле на 88-й хвилині, замінивши Олексія Савченка. Дебютним голом після повернення у складі «Черкаського Дніпра» відзначився 2 червня 2017 року на 76-й хвилині переможного (3:0) домашнього поєдинку 34-го туру Першої ліги проти ФК «Тернополя». Андрій вийшов на поле в стартовому складі та відіграв увесь матч. На початку липня 2018 року, в той час, як черкаський клуб переживав фінансові проблеми, на запрошення Ігора Столовицького побував на перегляді в «Кремені», але зрештою повернувся до Черкас, де став гравцем оновленого місцевого клубу «Черкащина-Академія».

## Кар'єра в збірній
Завдяки впевненій грі в складі «Зорі» (Білозір'я) отримав виклик від Сергія Ковальця до молодіжної збірної України. Зіграв у Черкасах у товариському поєдинку проти місцевого «Черкаського Дніпра», в якому вийшов на поле на 75-й хвилині, замінивши Івана Ордеця.

## Досягнення
- Друга ліга чемпіонату України
  -  Чемпіон (2): 2014/15, 2023/24

- Аматорський чемпіонат України
  -  Бронзовий призер (1): 2013